# Saint-Gervais-d'Auvergne

Saint-Gervais-d'Auvergne este o comună în departamentul Puy-de-Dôme, Franța. În 1 ianuarie 2022 avea o populație de 1.226 de locuitori.